# Jochanah Mahnke
Jochanah Mahnke (* 1997 in Berlin) ist eine deutsche Schauspielerin.

## Leben
Von 2010 bis 2012 spielte Jochanah Mahnke Fußball beim 1. FC Union Berlin und in der Berliner Auswahlmannschaft. Sie machte 2015 ihr Abitur in Berlin, wirkte in Berliner Theaterjugendensembles mit und spielte im Freiburger Tatort Fünf Minuten Himmel unter der Regie von Katrin Gebbe. Von 2016 bis 2020 absolvierte sie ein Schauspielstudium an der Otto-Falckenberg-Schule in München.

## Filmografie
- 2016: Tatort – Fünf Minuten Himmel (Fernsehfilm)
- 2017: Der namenlose Tag (Fernsehfilm)
- 2020: SOKO Köln (Fernsehserie, Folge Aufruhr)
- 2021: Faltenfrei (Fernsehfilm)
- 2022: In aller Freundschaft – Die jungen Ärzte (Fernsehserie, Folge Liebesleiden)
- 2023: SOKO Leipzig (Fernsehserie, Folge Schlag für Schlag)
- 2023: Toni, männlich, Hebamme – Eine Klasse für sich (Fernsehreihe)
- 2023: Der Zürich-Krimi (Fernsehreihe, Folge Borchert und der Mord ohne Sühne)

## Theater
- 2015: Junges Ensemble der Neuköllner Oper Berlin – Odyssée d´Orleans
- 2015: Bühnenkunstschule Berlin – Hunger
- 2015: Deutsches Theater Berlin – Urban Player
- 2016: Theater im Kino Berlin – Einige Nachrichten an das All
- 2016–2017: Deutsches Theater Berlin – Herr der Fliegen: Survival Mode
- 2017: Bühnenkunstschule Berlin – 36X Abschied